# 爱默生·比彻姆
爱默生·比彻姆（Emerson "Doc" Beauchamp，1899年6月14日—1971年4月15日），是一名美国政治家，曾任美国第41届肯塔基州副州长。 
比彻姆来自于肯塔基州长郡，在第一次世界大战和第二次世界大战中参加美国陆军。1944年至1946年期间，担任肯塔基州参议院议员。1951年，当选为肯塔基州副州长，任期至1955年。1942年、1950年、1960年，比彻姆还代表肯塔基州出席美国民主党全国大会。1964年至1968年，他担任肯塔基州财务长。

## 延伸阅读
- (PDF). Kentucky Treasury Department. 1992  [2009-12-11]. （原始内容 (PDF)存档于2010-10-13）.